# Ulrico V di Württemberg
Ulrico V del Württemberg, detto il Beneamato (1413 – Leonberg, 1º settembre 1480), era figlio del conte Eberardo IV di Württemberg (1388 – 1419) e di Enrichetta di Mömpelgard (†1444) e fu conte del Württemberg dal 1433 al 1441 e dal 1441 al 1480 conte del Württemberg-Stoccarda.

## Biografia
Dopo la morte del padre la madre assunse la reggenza della contea con un consiglio di 32 notabili in nome di Ulrico e del suo fratello maggiore Ludovico.
Già nel 1426 Ludovico fu dichiarato maggiorenne e assunse il governo da solo fino al 1433, quando gli si affiancò il fratello Ulrico. Dopo alcuni anni di governo, il 23 aprile 1441, Ulrico sposò Margherita di Cleve (1416 – 1444). A quel punto la contea fu divisa fra i due fratelli con il Trattato di Nürtingen, firmato il 23 gennaio 1442, e a Ulrico toccò la parte orientale e settentrionale della medesima, inclusa la città di residenza di Stoccarda.

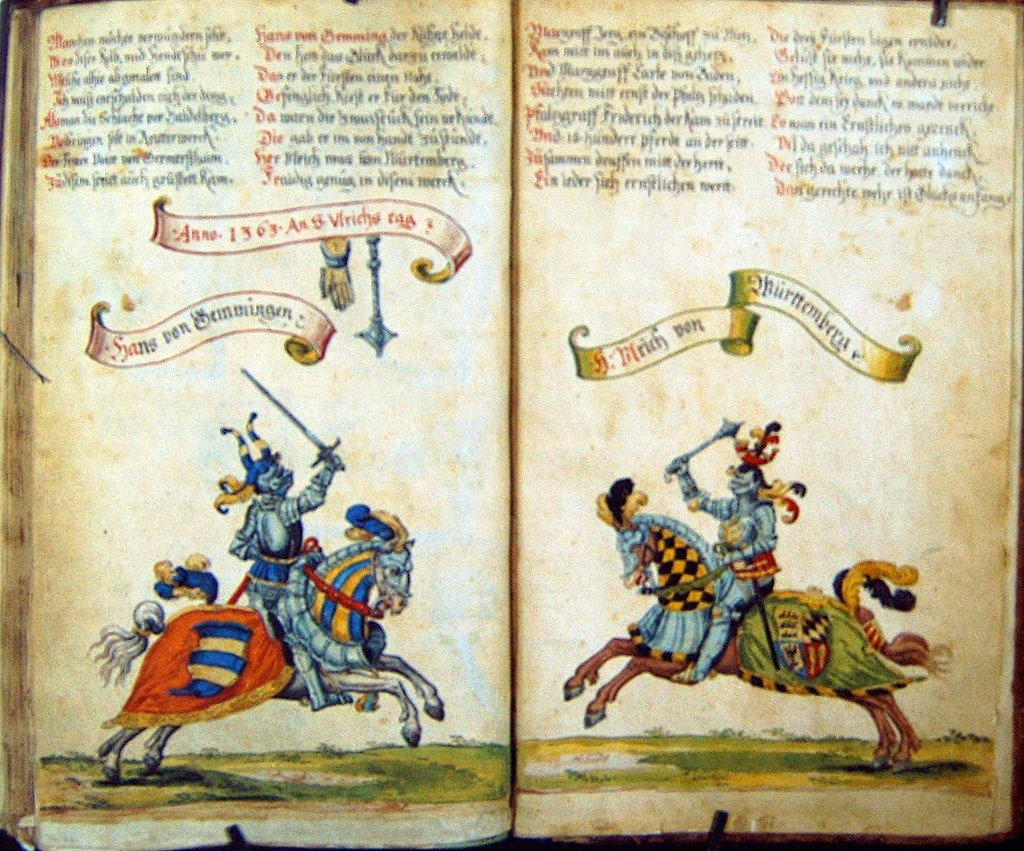
Ulrico nel duello con Hans von Gemmingen in occasione della battaglia di von Seckenheim; con data errata

Nel 1444 Ulrico sostenne la casa degli Asburgo, regnante Federico III nella Vecchia guerra di Zurigo contro la Confederazione Elvetica. Con i suoi alleati, il margravio Alberto Achille di Brandeburgo, l'arcivescovo di Magonza Dietrich Schenk von Erbach, il margravio Giacomo I del Baden costituì l'Alleanza di Mergentheim, che agì via via contro le città-stato. I conflitti raggiunsero il culmine con la faida fra il margravio Alberto e la città-stato di Norimberga nel 1449.
Il nemico principale di Ulrico fu la città di Esslingen, che con l'aumento delle tariffe doganali aveva ridotto ampiamente le entrate della contea del Württemberg. Ulrico conseguì parecchie vittorie contro questa città ma non sulle altre città, per ottenerne un vantaggio definitivo.
Nel 1450, dopo la morte del fratello Ludovico, toccò a Ulrico la tutela dei nipoti conti di Württemberg-Urach, Ludovico II e Eberardo V. Ciò condusse a una lite con il Principe elettore Federico I del Palatinato, che aspirava anch'egli alla tutela dei nipoti di Ulrico. Ludovico II morì già nel 1457 e nel 1459 finì la tutela di Ulrico su Eberardo V.
Nel 1458 Ulrico fece distruggere la rocca di Widdern dove si trovavano feudatari palatini. Ciò inasprì i contrasti con Federico I del Palatinato. Si svilupparono così all'interno del Sacro Romano Impero tedesco due blocchi di alleanze. Ulrico scelse l'alleanza con l'imperatore Federico III, che era stato incoronato nel 1452 e con il margravio Alberto Achilles del Brandeburgo. I loro avversari erano il fratello dell'imperatore, il duca Alberto VI d'Austria, il principe elettore Federico I del Palatinato e Ludovico IX, duca di Baviera-Landshut.
Nel 1460 si giunse a un confronto militare fra i due blocchi di alleanze. Dopo un breve armistizio, nel 1461 Federici III dichiarò nuovamente la guerra contro la Baviera e Ulrico assunse insieme ad Alberto Achilles il comando delle truppe imperiali contro la Baviera.
Nella breve cosiddetta Faida magontina ( Mainzer Stiftsfehde), fra il 1461 e il 1463, Ulrico sostenne l'arcivescovo di Magonza Adolfo II di Nassau contro il suo deposto predecessore Diether von Isenburg e contro Federico I del Palatinato. Dopo diverse battaglie ebbe luogo quella di Seckenheim (30 giugno 1462) nella quale Ulrico fu sconfitto e preso prigioniero da Federico I del Palatinato. Egli fece ritorno a Stoccarda solo nell'aprile dell'anno successivo dopo aver pagato un congruo riscatto.
Nel 1473 Ulrico ed Eberardo V di Württemberg-Urach giunsero a un accordo che doveva regolare la comune eredità e che mirava già alla riunificazione delle due parti del Württemberg (Urach e Stoccarda). Ulrico ricevette più tardi l'appoggio del nipote Eberardo V contro il proprio renitente unico figlio Eberardo VI, attraverso il quale Eberardo V acquisì influenza anche sulla parte del Württemberg-Stoccarda.

## Matrimoni e Discendenza
Ulrico V si sposò tre volte. Nel 1441 sposò
- Margherita di Cleve (1416 – 1444) dalla quale ebbe:
  - Caterina (1441 – 1497), prima suora premostratense, successivamente suora domenicana in Würzburg.

Subito dopo la morte di Margherita, Ulrico sposò il 9 settembre del 1444
- Elisabetta di Baviera-Landshut (1419 – 1451) dalla quale ebbe:
  - Eberardo VI (1447 – 1504), conte di Württemberg-Stoccarda, divenuto successivamente duca del Württemberg con il nome di Eberardo II;
  - Margherita (tra il 1445 e il 1450 – 1479), suora domenicana nel Monastero di Liebenau presso Worms;
  - Enrico (verso il 1448 – 1519), canonico domenicano in Magonza e a Eichstätt, conte di Württemberg-Mömpelgard dal 1473 al 1482, padre del duca Ulrico, succeduto allo zio Eberardo II nel 1498, prima sotto la reggenza del Consiglio dei Territori e dal 1503 da solo;
  - Elisabetta (1450 – 1501), andata sposa nel 1469 al conte Federico II di Henneberg-Aschach.

Elisabetta di Baviera-Landshut morì poco dopo la nascita della figlia omonima. L'11 novembre del 1453 Ulrico sposò
- Margherita di Savoia  (1416 – 1479), figlia di Amedeo VIII, conte e poi duca di Savoia (1383 – 1451) e di Maria di Borgogna (1380 – 1428), già vedova di Luigi III  (1403 – 1434), duca d'Angiò e conte di Provenza e poi di Ludovico IV del Palatinato (1424 – 1449), elettore palatino, dalla quale ebbe:
  - Elena (dopo il 1453 – 1506), andata sposa al conte Kraft VI di Hohenlohe-Waldenburg-Neuenstein;
  - Margherita (dopo il 1453 – 1470), andata sposa nel 1469 al conte Filippo di Eppstein-Königstein;
  - Filippina (dopo il 1453 – 1475), andata sposa al conte Giacomo II di Horn.

## Ascendenza
|                             |                       |                                      | Genitori                              |  |  | Nonni |  |  | Bisnonni               |  |  | Trisnonni                  |  |
|                             |                       |                                      |                                       |  |  |       |  |  | Ulrico del Württemberg |  |  | Eberardo II di Württemberg |  |
|                             |                       |                                      |                                       |  |  |       |  |  | Ulrico del Württemberg |  |  | Eberardo II di Württemberg |  |
|                             |                       | Elisabetta di Henneberg-Schleusingen |                                       |  |  |       |  |  | Ulrico del Württemberg |  |  |                            |  |
| Eberardo III di Württemberg |                       |                                      |                                       |  |  |       |  |  | Ulrico del Württemberg |  |  |                            |  |
|                             |                       | Elisabetta di Baviera                | Ludovico IV il Bavaro                 |  |  |       |  |  |                        |  |  |                            |  |
|                             |                       | Elisabetta di Baviera                | Ludovico IV il Bavaro                 |  |  |       |  |  |                        |  |  |                            |  |
|                             |                       | Elisabetta di Baviera                | Margherita II di Hainaut              |  |  |       |  |  |                        |  |  |                            |  |
| Eberardo IV di Württemberg  |                       | Elisabetta di Baviera                |                                       |  |  |       |  |  |                        |  |  |                            |  |
|                             |                       | Bernabò Visconti                     | Stefano Visconti                      |  |  |       |  |  |                        |  |  |                            |  |
|                             |                       | Bernabò Visconti                     | Stefano Visconti                      |  |  |       |  |  |                        |  |  |                            |  |
|                             |                       | Bernabò Visconti                     | Valentina Doria                       |  |  |       |  |  |                        |  |  |                            |  |
| Antonia Visconti            |                       | Bernabò Visconti                     |                                       |  |  |       |  |  |                        |  |  |                            |  |
|                             |                       | Beatrice Regina della Scala          | Mastino II della Scala                |  |  |       |  |  |                        |  |  |                            |  |
|                             |                       | Beatrice Regina della Scala          | Mastino II della Scala                |  |  |       |  |  |                        |  |  |                            |  |
|                             |                       | Beatrice Regina della Scala          | Taddea da Carrara                     |  |  |       |  |  |                        |  |  |                            |  |
| Ulrico V del Württemberg    |                       | Beatrice Regina della Scala          |                                       |  |  |       |  |  |                        |  |  |                            |  |
|                             | Stefano di Mömpelgard | Enrico I di Mömpelgard               |                                       |  |  |       |  |  |                        |  |  |                            |  |
|                             | Stefano di Mömpelgard | Enrico I di Mömpelgard               |                                       |  |  |       |  |  |                        |  |  |                            |  |
|                             | Stefano di Mömpelgard | Agnese di Chalon                     |                                       |  |  |       |  |  |                        |  |  |                            |  |
| Enrico di Orbe              | Stefano di Mömpelgard |                                      |                                       |  |  |       |  |  |                        |  |  |                            |  |
|                             |                       | Margherita di Chalon-Arlay           | Giovanni II di Chalon-Arlay           |  |  |       |  |  |                        |  |  |                            |  |
|                             |                       | Margherita di Chalon-Arlay           | Giovanni II di Chalon-Arlay           |  |  |       |  |  |                        |  |  |                            |  |
|                             |                       | Margherita di Chalon-Arlay           | Margherita di Mello                   |  |  |       |  |  |                        |  |  |                            |  |
| Enrichetta di Mömpelgard    |                       | Margherita di Chalon-Arlay           |                                       |  |  |       |  |  |                        |  |  |                            |  |
|                             |                       | Gaucher X di Chatillon-Blaigny       | Guy di Chatillon-La Fère-en-Tardenois |  |  |       |  |  |                        |  |  |                            |  |
|                             |                       | Gaucher X di Chatillon-Blaigny       | Guy di Chatillon-La Fère-en-Tardenois |  |  |       |  |  |                        |  |  |                            |  |
|                             |                       | Gaucher X di Chatillon-Blaigny       | Maria di Lorena                       |  |  |       |  |  |                        |  |  |                            |  |
| Maria di Chatillon-Blaigny  |                       | Gaucher X di Chatillon-Blaigny       |                                       |  |  |       |  |  |                        |  |  |                            |  |
|                             |                       | Giovanna di Coucy                    | Guglielmo I di Coucy                  |  |  |       |  |  |                        |  |  |                            |  |
|                             |                       | Giovanna di Coucy                    | Guglielmo I di Coucy                  |  |  |       |  |  |                        |  |  |                            |  |
|                             |                       | Giovanna di Coucy                    | Isabella di Chattilon                 |  |  |       |  |  |                        |  |  |                            |  |
|                             |                       | Giovanna di Coucy                    |                                       |  |  |       |  |  |                        |  |  |                            |  |